# Balocharella crosea
Balocharella crosea är en insektsart som beskrevs av Webb 1983. Balocharella crosea ingår i släktet Balocharella och familjen dvärgstritar. Inga underarter finns listade i Catalogue of Life.